# Giovanni II di Napoli
Giovanni II di Napoli (870 circa – 919) è stato duca di Napoli.
Giovanni, figlio primogenito di Gregorio, gli succedette nel 915. Accompagnò il padre nella battaglia del Garigliano, dove una coalizione cristiana guidata da Niccolò Picingli debellò le forze musulmane presenti nell'insediamento fortficato del Garigliano. Il suo regno fu breve: secondo la cronologia durò solamente 4 anni 7 mesi e 12 giorni. Giovanni portava i titoli onorifici bizantini di "Dux" e "Consul"; gli atti pubblici del suo ducato sono datati in funzione degli anni di regno degli imperatori bizantini. Il suo regno fu contrassegnato da rapporti pacifici con i vicini cristiani; egli continuò la politica paterna basata sul ricercare alleanze con i correligionari nel sud Italia in funzione antimusulmana. Ebbe tuttavia diversi scontri con le forze Arabe, che avendo fatto di Reggio la loro base principale dopo la sconfitta del Garigliano, occasionalmente razziavano il suo territorio. Egli riuscì a sottometterli ricevendo in cambio regolari tributi che si interruppero solo alla sua morte. Dal suo matrimonio (sconosciuta l'identità della consorte) nacquero:
- Marino I di Napoli, suo successore; (in alcune fonti tuttavia citato come suo fratello minore)
- Gregorio;
- Stefano;
- Urania, andata in sposa a Docibile II duca di Gaeta;
- Maria

Giovanni morì nel 919 probabilmente a seguito di un attacco cardiaco. Il suo corpo venne trasportato a Costantinopoli dove venne sepolto.